# 台北海洋科技大學
台北海洋科技大學，簡稱台北海大，創立於1966年，前身為「中國海事專科學校、中國海事商業專科學校、台北海洋技術學院」，2017年8月1日升格為科技大學。是當前臺灣唯二以海洋為發展特色的大專院校之一（另一所為國立臺灣海洋大學），校本部在新北市淡水區，鄰近輕軌臺北海洋大學站，另設有士林校區。

## 校史

### 中國海事專科學校時期（1966年～1998年）

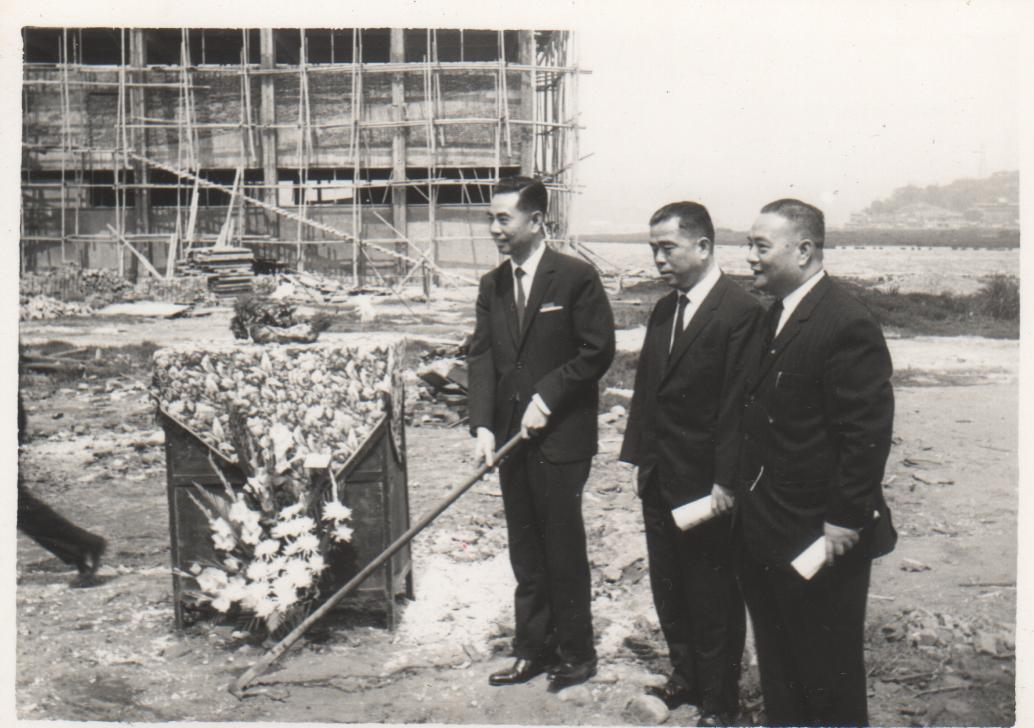
1965年中國海專破土典禮。左起為創校董事長吳正鏞、董事程傑慷、首任校長戴行悌

1965年奉教育部台（54）高字第一八二四九號令准予籌設五年制專科學校，購置3.43公頃土地，命名為中國海事專科學校，校址擇定於臺北市士林區中洲里。
1966年2月初建東西教室第一層共十六間及行政大樓一、二層。1967年6月，增設水產製造科。7月，興建漁撈實習工廠。1968年7月，興建圖書館大樓。1969年3月，定「公、誠、勤、勇、毅」五字為校訓。
1970年11月交通部核准第一屆航海、輪機兩科結業生分發各輪船公司上船實習。1971年3月，船務科奉准停止招生，並曾改設電子通訊科、航運管理科、造船等科。航運管理科及電子通訊科擬招收女生。3月28日，舉行創校五周年慶祝大會。7月，教育部核准增設二年制專科學校夜間部，招收航海科、輪機工程科。
1972年5月游泳隊參加第六屆「大專游泳錦標賽」獲團體組冠軍及八項個人冠軍並破大會紀錄。1976年6月，日本昭和航業株式會社訪問。1977年12月，航海實習船試俥備用。
1978年10月校友會成立。
1979年5月日間部漁撈科奉准改名為漁業科。9月夜間部航海科停招，調整增設航運管理科。
1991年電子通訊科改名為電訊工程科。1993年，水產製造科改名為水產食品工業科。1994年6月12日，航海、輪機工程兩科四年級同學赴琉球實施海上實習。
1997年7月27日與美國夏威夷太平洋大學簽署學術交流。11月2日，參與APEC論壇台北研討會，水產食品工業科參展。

### 中國海事商業專科學校時期（1998年～2007年）
1998年校名更改為中國海事商業專科學校。同年增設國際貿易科；水產食品工業科改名為食品科學科，電訊工程科改名為電腦與通訊工程科。
2000年五專部停止招生，僅二專部招收學生；8月1日，漁業科改名為海洋休閒觀光科。10月，與美國培德學院簽訂姊妹校
2003年增設餐旅管理科、物流管理科和資訊工程科。8月7日，與營建署簽署淡海新市鎮購賣4.11公頃淡海校地。9月6日於淡水校區工地舉行「教學大樓與學生宿舍大樓興建工程動土典禮」。
2004年航運管理科改名為航運企業管理科。香港海事局蒞校訪問。
2005年附設專科進修學校成立。4月15日，淡水校區上樑典禮。

### 台北海洋技術學院時期（2007年～2017年）
2007年改制為台北海洋技術學院，全名為「財團法人台北海洋技術學院」，設輪機工程、海洋休閒觀光、食品科學、航運企業管理、國際貿易和電腦與通訊工程等六系及通識教育中心；專科部設有航海、餐飲管理、物流管理和資訊工程等四科。
2008年航海科和餐飲管理科改設為系；物流管理科轉型為旅運經營管理系，資訊工程科轉型為多媒體與遊戲發展科學系；增設海洋運動休閒系。12月，淡水校區正式啟用，國際貿易、航運企業管理、旅運經營管理、電訊及通訊工程、多媒體與遊戲發展科學等五系先行進駐。
2009年11月食品科學系更名為食品科技與行銷系；國際貿易系更名為經營管理系。
2011年增設時尚造型管理學位學程、遊輪休閒事業管理學位學程和視覺傳達設計系（下設商業設計組和文化創意組）；航運企業管理科改名為海空物流與行銷系。多媒體與遊戲發展科學系增設遊戲組、動畫組之分組。
2013年增設健康照顧社會工作系。時尚造型設計管理系造型管理組改名時尚造型設計管理系整體造型設計組；時尚造型設計管理系展演設計組改名時尚造型設計管理系時尚展演設計組；時尚造型設計管理系時尚與寵物美容組改名時尚造型設計管理系寵物美容設計組。海洋休閒學群改名海洋事業學群；精緻民生學群改名樂活民生學群。原航運電資學群之數位遊戲與動畫設計系、資訊科技與行動通訊系改隸創意設計學群，航運電資學群解散。停招資訊科技與行動通訊系、遊輪休閒事業管理學位學程。同年11月，行政單位由士林校區全數遷移至淡水校區，淡水校區改為校本部。
2014年1月增設海洋休閒觀光系碩士班。同年獲准籌備科技大學。
2015年1月增設食品科技與行銷系碩士班、健康促進與銀髮保健系。10月，接受教育部評鑑，公布評鑑結果決議，校務行政及受評所、系、科皆通過，僅健康照顧社會工作系未有條件通過，籌備科大資格展延一年，同時須參加105學年度技術學院綜合評鑑，綜合評鑑成績若未達改名科大標準，106學年度將撤消籌備科大資格。
2016年1月增設海空物流與行銷系碩士班、表演藝術系。1月，104學年度專案評鑑，本校航海系、輪機工程系、食品科技與行銷系、時尚造型設計管理系、海空物流與行銷系獲評鑑一等的成績。8月，增設表演藝術系。

### 台北海洋科技大學時期（2017年～至今）
2017年8月1日改名為台北海洋科技大學。
2018年8月1日增設航海學士後學士學位學程。
2019年停招視覺傳達設計系五專。
2020年高教評鑑四項評鑑項目，全數通過。
2021年時尚造型設計管理系改名寵物業經營管理系。
2021年5月10日 健康照顧社會工作系日間部四技通過考選部認證。
2023年3月20日 健康照顧社會工作系進修部二技通過考選部認證。
2024年8月1日 航海系、海空物流與行銷管理系合併為航海與航運管理系。觀光旅遊事業管理系、海洋休閒與觀光管理系、海洋運動休閒系合併為海洋運動休閒與觀光管理系。
112學年健康照顧社會工作系、健康促進與銀髮保健系通過系所評鑑。113學年度科技校院評鑑校務類，台北海洋科技大學四項全數通過。

## 教學單位

### 士林校區

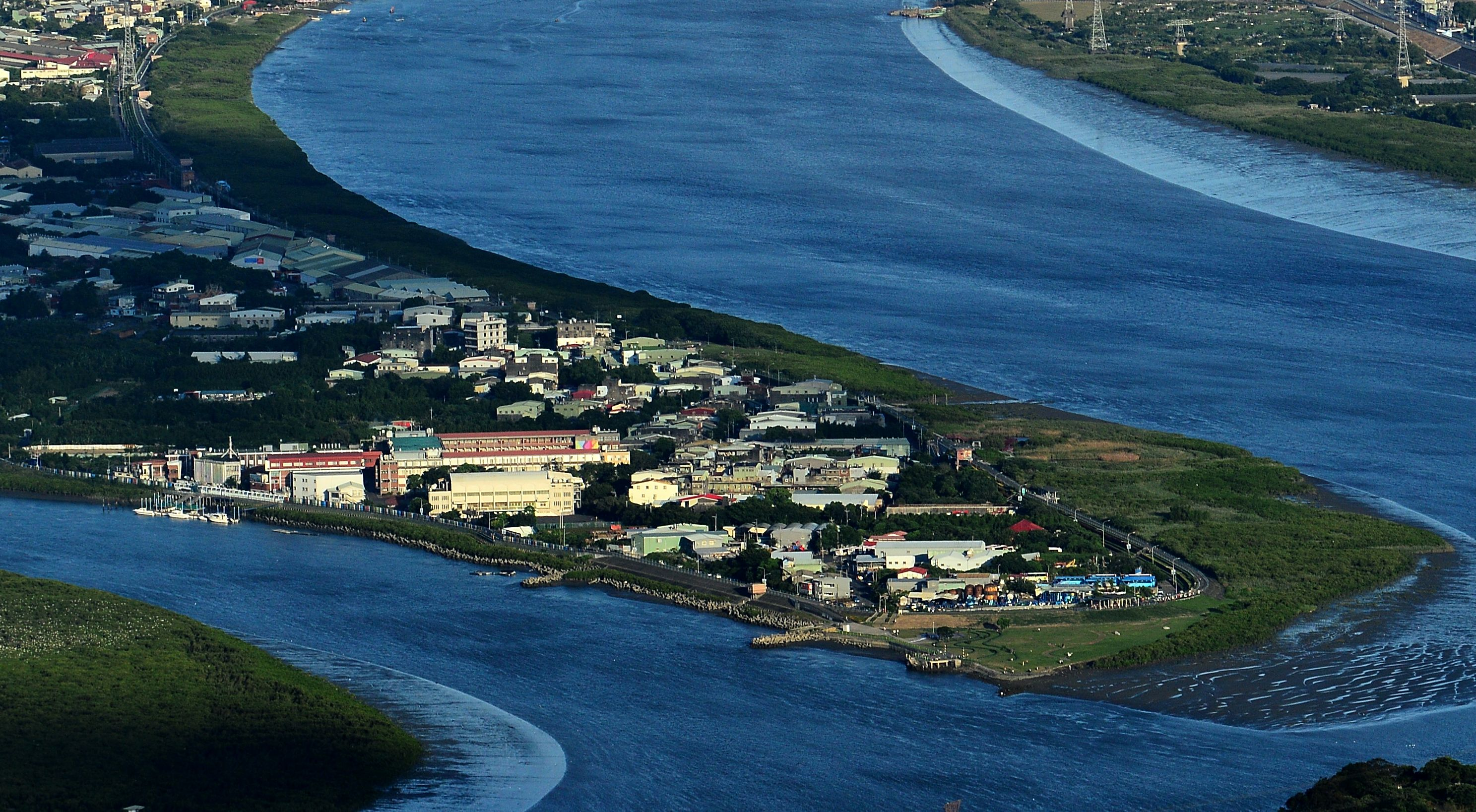
台北海大士林校區

| 海洋事業學院 | 航海與航運管理系 （含航海學士後學士學位學程） | 輪機工程系               |
| 海洋事業學院 | 海洋運動休閒與觀光管理系暨碩士班              | 海洋運動休閒與觀光管理系 |

| 樂活民生學院 | 餐飲管理系                       | 食品健康科技系(含碩士班)                       |
| 樂活民生學院 | 健康照顧社會工作系（進修部二技） | 健康促進與銀髮保健系（進修部二技、進修部四技） |

### 淡水校本部
| 樂活民生學院 | 健康促進與銀髮保健系(日間部四技） |                                  |
| 樂活民生學院 | 海洋運動休閒與觀光管理系          | 健康照顧社會工作系（日間部四技） |

| 創新設計學院 | 電競數位遊戲與動畫設計系 | 寵物業經營管理系               |
| 創新設計學院 | 演藝時尚事業管理系       | 新媒體互動科技應用學士學位學程 |

## 通識教育委員會
| 通識教育中心 | 語文中心 | 體育中心 |

## 歴任董事長
| 任次   | 董事長 | 起始日期      | 卸任日期      |
| ------ | ------ | ------------- | ------------- |
| 首任   | 吳正鏞 | 1966年1月     | 1980年7月     |
| 第二任 | 何朝育 | 1980年7月     | 1997年8月     |
| 第三任 | 何紀豪 | 1997年8月     | 1999年9月     |
| 第四任 | 鄧之鑂 | 1999年9月13日 | 2002年9月27日 |
| 第五任 | 吳德偉 | 2002年9月27日 | 2005年6月     |
| 第六任 | 張耀華 | 2005年6月     | 2007年1月     |
| 第七任 | 謝憲治 | 2007年8月     | 2009年3月     |
| 第八任 | 林朝榮 | 2009年5月     | 2013年3月     |
| 第九任 | 林世宗 | 2013年4月     | 至今          |

## 歷任校長
| 任別     | 姓名   | 起始日期   | 卸任日期   |
| -------- | ------ | ---------- | ---------- |
| 首任     | 戴行悌 | 1966年1月  | 1980年3月  |
| 第二任   | 胡曉伯 | 1980年3月  | 1994年7月  |
| 第三任   | 黃聲威 | 1994年8月  | 2001年7月  |
| 代 理    | 汪復進 | 2001年8月  | 2002年1月  |
| 第四任   | 吳榮貴 | 2002年2月  | 2005年1月  |
| 代 理    | 蔡憲華 | 2005年2月  | 2005年7月  |
| 代 理    | 陳文喜 | 2005年8月  | 2006年1月  |
| 第五任   | 陳文喜 | 2006年2月  | 2007年7月  |
| 第六任   | 林晉豐 | 2007年8月  | 2009年5月  |
| 代 理    | 陳文喜 | 2009年6月  | 2010年3月  |
| 第七任   | 劉瀚宇 | 2010年3月  | 2010年10月 |
| 第八任   | 劉廷揚 | 2010年11月 | 2012年8月  |
| 第九任   | 唐彥博 | 2012年8月  | 2019年7月  |
| 代 理    | 吳肇哲 | 2019年8月  | 2019年9月  |
| 第十任   | 林俊彥 | 2019年9月  | 2024年7月  |
| 代 理    | 呂曜志 | 2024年8月  | 2024年12月 |
| 第十一任 | 呂曜志 | 2025年1月  | 至今       |

## 歷年日間部師生比及新生註冊率
- 112學年度日間部學生人數2821，專任老師人數130，日間部師生比21.7（學生數/老師數）。

- 112學年度新生註冊率70.14%。
- 113學年度新生註冊率71.46%。

## 外部連結
- 台北海洋科技大學 （页面存档备份，存于）
- 台北海洋科技大學的Facebook專頁粉絲 （页面存档备份，存于）
- 台北海洋科技大學的Instagram帳戶
- YouTube上的台北海洋科技大學頻道
- 中國海專校友集結處 （页面存档备份，存于）